# زن باهوش (فیلم ۱۹۳۱)
زن باهوش (انگلیسی: Smart Woman) فیلمی در ژانر رمانتیک به کارگردانی گرگوری لا کاوا است که در سال ۱۹۳۱ منتشر شد. از بازیگران آن می‌توان به مری آستور، دنیس اوکیف، ادوارد اورت هورتون و جان هالیدی اشاره کرد.